# Hoge Dennen
Hoge Dennen is een wijk in de gemeente Zeist in de Nederlandse provincie Utrecht. De wijk, onderdeel van Zeist-Oost, bestaat uit veel luxe twee-onder-een-kapwoningen. 
De wijk ligt aan de Arnhemse Bovenweg en wordt begrensd door het Zeisterbos en de wijk Kerckebosch. Het Louise de Colignyplein heeft een 'gesloten bebouwing', bestaande uit een drietal blokken. De blokken worden gescheiden door de Charlotte de Bourbonlaan, Ernst Casimirlaan, Amalia van Solmslaan en Frederik Hendriklaan. De Jan Willem Frisolaan was een winkellaan, de Anna van Burenlaan en Prins Mauritslaan zijn dwarslanen.
In de jaren 1950 werd een nieuwe laan aan de wijk toegevoegd, de Prinses Beatrixlaan, dit in een gedeelte bos dat werd afgesplits van landhuis Pavia. Deze laan kenmerkte zich door vrijstaande huizen op grote percelen.

## Geschiedenis
In 1849 liet de Amsterdamse bankier Johannes Bernardus Stoop langs de Driebergseweg de buitenplaats Molenbosch bouwen. Het terrein dankte zijn naam aan een vroegere stellingmolen die in 1856 werd afgebroken. Nadien kwam het landgoed in bezit van de familie De Beaufort.
Vanaf 1920 werd de huidige wijk gebouwd met de typische jaren '30 bouwstijl. Meest 2-onder1 kap huizen en enkele vrijstaande huizen.